# جان کمپل (ورزشکار)
جان کمپل (انگلیسی: John Campbell; ۱۳ آوریل ۱۸۹۹ – ۲۰ فوریهٔ ۱۹۳۹) قایقران روئینگ اهل بریتانیا بود.